# خاچیک بابایان
خاچیک بابایان (ارمنی: Խաչիկ Բաբայան؛ زادهٔ ۳۰ دی ۱۳۳۴) موسیقی‌دان و نوازندهٔ ویولن، ارمنی‌تبار اهل ایران است. او یکی از شاگردان مانوک پاریکیان است و در سال ۱۳۵۲ نفر اول ویلن نوازی ایران شد.

## زندگی
خاچیک بابایان در سال ۱۹۵۶ (میلادی) در تبریز متولّد شد. از چهارسالگی نواختن ویولن را آغاز کرد و در سن هفت سالگی تحت نظر استادش، زاون یادگاریان ادامه داد. او در سال ۱۹۷۲ به هنرستان عالی موسیقی تهران رفت و پس از آنکه در سال ۱۹۷۴ در مسابقهٔ ویولنیست‌ها مقام اول را کسب کرد، بورسیهٔ تحصیل موسیقی در انگلستان را دریافت کرد. وی در سال ۱۹۷۵ تحصیل در آکادمی سلطنتی موسیقی را نزد مانوک پاریکیان آغاز کرد و در سال ۱۹۷۹ در رشتهٔ ویولن تحصیلاتش را به پایان رسانید و از آکادمی سلطنتی موسیقی فارغ‌التحصیل شد. بابایان در سال ۱۹۸۰ به ایران بازگشت و کار خود را به عنوان تک‌نواز و رهبر در ارکستر فیلارمونیک تهران و همچنین ارکستر ملی در رادیو و تلویزیون ادامه داد. در سال ۱۹۹۰ (میلادی) خاچیک بابایان یکی از شرکت‌کنندگان هشتمین دوره از مسابقهٔ "Concorso Internazionale di Violino Premio Rodolfo Lipizer" بود؛ که این مسابقه یک مسابقهٔ بین‌المللی ویولن در گوریتزیا، ایتالیا است. در سال‌های اخیر، بابایان بیشتر به عنوان تک‌نواز با ارکستر فیلارمونیک ارمنستان و ارکستر ملی ارمنستان به رهبری لوریس چکناواریان ظاهر شده‌است. وی همچنین با ارکستر مجلسی فارسی همکاری دارد.
بهمن ۱۳۹۹، در آیینِ ششمین سال‌نوای موسیقی ایران، از خاچیک بابایان، تقدیر به ‌عمل آمد. رافائل میناسکانیان در غیاب وی، لوح تقدیر و تندیس «سال‌نوا» را دریافت کرد.

## فعالیت‌ها
- عضویت در ارکستر سمفونیک تهران
- عضویت در کانون آهنگسازان سینمای ایران[۴]
- اجرای کنسرت‌های متعدد به عنوان تکنواز با ارکسترهای مختلف در ایران و دیگر کشورها[۵][۶][۷]
- همکاری با آهنگسازان ایرانی در آلبوم‌های موسیقی و موسیقی فیلم

## آلبوم‌های موسیقی
خاچیک بابایان در اجرای بسیاری از قطعات موسیقی در سبک‌های مختلف در گروه یا به عنوان تکنواز حضور داشته‌است که از آن میان به موارد زیر می‌توان اشاره نمود:
- نی‌نوا به آهنگسازی حسین علیزاده.[۸]
- سیب سرخ خورشید به آهنگسازی کامبیز روشن‌روان و صدای بیژن بیژنی.[۹]
- فیلم آژانس شیشه‌ای (تکنواز) به آهنگسازی مجید انتظامی.[۱۰]
- فیلم روز واقعه به آهنگسازی مجید انتظامی.
- فیلم هامون با آهنگسازی ناصر چشم‌آذر
- سریال امام علی به آهنگسازی فرهاد فخرالدینی.
- مژده باران به آهنگسازی کامبیز روشن‌روان و صدای بیژن بیژنی.[۱۱]
- جاودانه با عشق به آهنگسازی محمد سریر و صدای محمد نوری.[۱۲]
- تنها ماندم به آهنگسازی همایون خرم، تنظیم کامبیز روشن روان و خوانندگی محمد اصفهانی[۱۳][۱۴]
- حماسه خرمشهر به آهنگسازی مجید انتظامی.
- گریه بی بهانه به آهنگسازی همایون رحیمیان و صدای حسام‌الدین سراج.
- آلبوم موسیقی، دکلمه و شعر «مسافر» به آهنگسازی محمدرضا احمدیان و صدای خسرو شکیبایی.
- ستاره‌ها بیدار شین به آهنگسازی مهدی بزرگمهر و صدای شهرزاد بهشتیان.[۱۵]
- نگاه آسمانی به آهنگسازی همایون رحیمیان و صدای حسام‌الدین سراج.[۱۶]
- دیار مهر به آهنگسازی تهمورس پورناظری و صدای فرشاد جمالی.[۱۷]
- عطر مهر به آهنگسازی فریدون خشنود و صدای علیرضا افتخاری.[۱۸]